# Helvetia (Arizona)
Helvetia ist eine Geisterstadt im Pima County im US-Bundesstaat Arizona und liegt am Fuße der Santa Rita Mountains, nördlich vom Madera Canyon.

## Geschichte
Helvetia wurde 1891 als Heimat für Bergarbeiter der umliegenden Kupferminen gegründet. Der Ort hatte 300 Einwohner, von denen die meisten Mexikaner waren. Schon 1911 schlossen die Gruben wieder, weil sie wegen fallender Rohstoffpreise unrentabel wurden. Das am 12. Dezember 1899 eröffnete Postamt schloss am 31. Dezember 1921 und markierte praktisch das Ende des Ortes.

## Heute
Heute ist nicht mehr viel von Helvetia zu sehen, lediglich ein paar Grundmauern ragen aus dem Boden, ferner lässt sich der Friedhof noch ausmachen. Im Umland finden sich Halden und Schächte der Kupferminen.